# Imantodes
Imantodes – rodzaj węży z podrodziny Dipsadinae w rodzinie połozowatych (Colubridae).

## Zasięg występowania
Rodzaj obejmuje gatunki występujące w Meksyku, Belize, Gwatemali, Salwadorze, Hondurasie, Nikaragui, Kostaryce, Panamie, Kolumbii, Wenezueli, na Trynidadzie i Tobago, w Gujanie, Gujanie Francuskiej, Brazylii, Ekwadorze, Peru, Boliwii, Paragwaju i Argentynie. 

## Systematyka

### Etymologia
Imantodes (Himantodes): gr. ἱμαντωδης himantōdēs „podobny do rzemienia”.

### Podział systematyczny
Do rodzaju należą następujące gatunki:
- Imantodes cenchoa (Linnaeus, 1758)  – rzemieniec jaszczurkojad[6]
- Imantodes chocoensis Torres-Carvajal et al., 2012[7]
- Imantodes gemmistratus (Cope, 1861)
- Imantodes guane Missassi & Prudente, 2015
- Imantodes inornatus (Boulenger, 1896)
- Imantodes lentiferus (Cope, 1894)
- Imantodes phantasma C. Myers(inne języki), 1982
- Imantodes tenuissimus Cope, 1867